# Abamperio
El abampere o abamperio (abreviado aA) o biot (abreviado bi) es la unidad de corriente eléctrica del Sistema Cegesimal de Unidades (centímetro - gramo - segundo), equivalente a 10 amperios en el sistema absoluto metro - kilogramo - segundo. Se define como la magnitud de la corriente que induce un campo magnético tal que ejerce una fuerza de 2π dinas en el centro de un círculo conductor de 1 cm de radio.
El abamperio centímetro cuadrado es una unidad derivada de la anterior. Es la unidad de momento magnético en el Sistema Cegesimal.